# ستيفن بيري (صحفي)
ستيفن بيري (بالإنجليزية: Stephen Berry)‏ هو صحفي أمريكي، ولد في 1948.